# Convair
Consolidated Vultee Aircraft Corporation, kasneje Convair je bil ameriški načrtovalec in proizvajalec letal, kasneje je proizvajal tudi rakete in vesoljska plovila. Podjetje je nastalo leta 1943 z združitvijo podjetij Consolidated Aircraft in Vultee Aircraft. Znana letala so bombnik Convair B-36, lovca Convair F-102 Delta Dagger in Convair F-106 Delta Dart. Convair je proizvajal tudi rakete Atlas, ki so izstrelile prvo ameriško vesoljsko plovilo s človeško posadko v orbito. Leta 1994 je lastnik General Dynamics prodal divizje podjetja Convair družbam McDonnell Douglas in Lockheed.

## Produkti

### Letala
- Vultee XA-41 (1944) – prototipni jurišnik
- Convair XB-53 (1945) – predlagani reaktivni bombnik
- Consolidated Vultee XP-81 (1945) – spremljevalno lovsko letalo
- Convair B-36 Peacemaker (1946) strateški bombnik
  - Convair NB-36H
- Convair Model 116 (1946) – letavto
- Stinson 108 (1946) – športno letalo
- Convair Model 110 (1947) - prototipno dvomotorno potniško letalo
  - Convair CV-240 (1947)
    - Convair CV-300
    - Convair CV-340
    - Convair CV-440 Metropolitan
    - Convair C-131 Samaritan
    - Convair T-29
    - Convair R4Y Samaritan
    - Convair CV-540 (1955)
    - Convair CV-580
    - Convair CV-600 (1965)
    - Convair CV-640
    - Convair CV5800
    - Canadair CC-109 Cosmopolitan – licenčno grajeni CV-440
- Convair Model 118 ConvAirCar (1947) – letavto
- Convair XB-46 (1947) – srednji bombnik
- Convair XC-99 (1947) – težko transportno letalo
- Convair XF-92 (1948)
- Convair R3Y Tradewind (1950) – vojaški leteči čoln
- Convair X-6 (1951) – eksperimentalno letalo na jedrski pogon
- Convair YB-60 (1952) – reaktivni bombnik na osnovi B-36
- Convair F-102 Delta Dagger (1953)
- Convair F2Y Sea Dart (1953)
- Convair XFY Pogo (1954)
- Convair P6Y (1955)
- Convair B-58 Hustler (1956)
- Convair F-106 Delta Dart (1956)
- Convair 880 jet airliner (1959)
- Convair Kingfish (1959) – predlagano stealth izvidniško letalo
- Convair Model 58-9 – (1960eta) predlagano nadzvočno transportno letalo
- Convair 990 Coronado potniško letalo (1961)
- Convair Model 48 Charger (1964)
- Convair Model 49 (1967-projekt)

### Rakete
- RTV-A-2 Hiroc (1946) – visokovišinska raketa
- SAM-N-2 Lark (late 1940s) – raketa površje-zrak
- MX-774 (1948)  – predhodnik Atlasa
- XSM-74 (1950s) – manevrirna raketa
- RIM-2 Terrier (1951)  – raketa površje-zrak
- RIM-24 Tartar (1962) – raketa površje-zrak
- XGAM-71 Buck Duck (1955)
- Sky Scorcher (1956) – predlagana raketa zrak-zrak
- Pye Wacket (1957)  – raketa zrak-zrak, preklicana
- FIM-43 Redeye (1960) – ćloveško prenosljiva raketa površje-zrak (manpad)
- Atlas (družina raket)  (1959) - nosilna raketa
  - Atlas E/F
  - Atlas G
  - Atlas H
  - Atlas LV-3B
  - Atlas SLV-3
  - Atlas-Able
  - Atlas-Agena
  - SM-65 Atlas –  Atlas ICBM (1957)
  - Convair X-11 and SM-65A Atlas (1957) – Atlas A prototipe
  - Convair X-12 and SM-65B Atlas (1958 – Atlas B prototipe
  - SM-65C Atlas
  - SM-65D Atlas
  - SM-65E Atlas
  - SM-65F Atlas
  - Atlas-Centaur (1962)
- Centaur (1962)
- BGM-109 Tomahawk manevrirna raketa
- AGM-129 Advanced Cruise Missile (1983)  – zračno izstreljena jedrska manevrirna raketa